# Füllhorn (Skulptur)

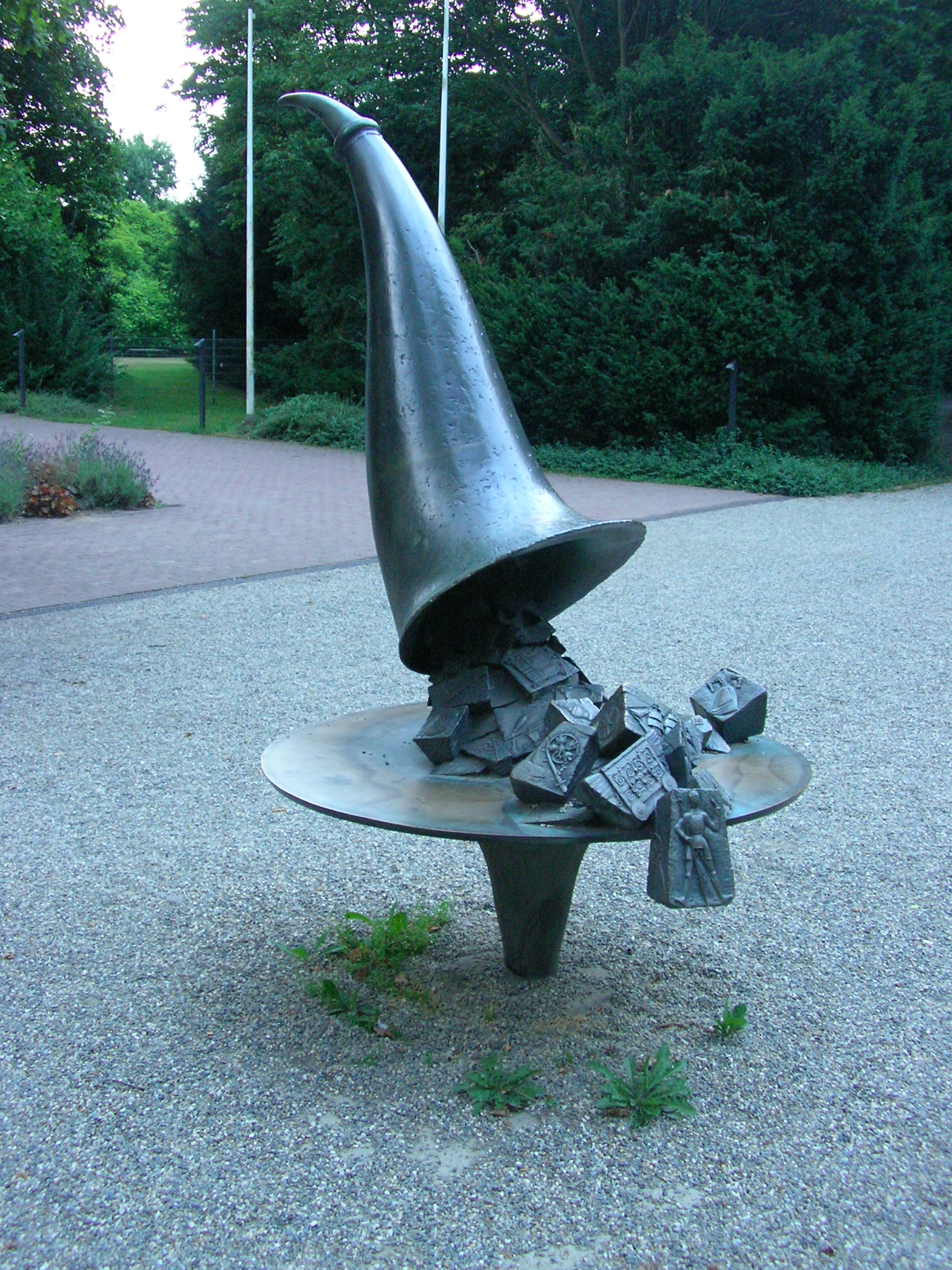
Das Füllhorn

Die Skulptur Füllhorn steht in Bremen-Schwachhausen vor dem Haupteingang des Focke-Museums. Sie wird in der Liste der Denkmale und Standbilder der Stadt Bremen geführt.
Die Skulptur von 1985 aus Bronze stammt von dem Bremer Bildhauer Paul Halbhuber. Von ihm stammen in Bremen noch unter anderem die Brunnenplastik (1958) in Hemelingen, der Jüngling mit Richtkranz (1958) in Walle, der Neptun (1958) vor dem Lehrgebäude Seefahrtschule Bremen in der Neustadt, ein Relieffries (1963) aus Obernkirchener Sandstein am Haus am Markt am Bremer Marktplatz, die Windrose (1966) an der Wilhelm-Kaisen-Brücke (1966) und der Pieperbrunnen (1977) in Mitte.
Das mythologische Füllhorn (Horn der Nymphe Amaltheia) ist hier ein Hinweis auf die reichen Bestände des Focke-Museums, Bremens Landesmuseum für Kunst und Kulturgeschichte im Bremer Ortsteil Riensberg im Museum im Park mit dem Neubau von 1953. Hier ergänzen sich das frühere Gewerbe-Museum, das Historische Museum, Haus Riensberg, der Eichenhof, Haus Mittelsbüren, die Tarmstedter Scheune und das neue Schaumagazin. Das Füllhorn, ein tütenförmiger Flechtkorb, diente früher vor allem als Behälter zur Weinlese.